# Francisque Mandet
Francisque Mandet était un magistrat, archéologue et historien français du XIXe siècle. Il a écrit plus d’une cinquantaine d’ouvrages, principalement sur l’histoire de l’Auvergne et du Velay. Le musée Mandet de Riom porte son nom.

## Biographie
Francisque Mandet naquit au Puy-en-Velay où son père était magistrat mais d'une famille originaire de Riom. Il fit ses études au collège de Clermont-Ferrand. Après avoir hésité à entrer à Polytechnique, il choisit finalement le droit et fit ses études à Paris. Il revint au Puy en 1835 en tant qu’avocat et devint substitut en 1843. En conséquence des événements de 1848, il est muté et nommé substitut du procureur général à Dijon. 
Enfin il est nommé à Riom en 1850 où il termina sa carrière comme doyen en 1881. Il fut également le promoteur du peintre Guy François. 
À partir de 1860, il constitua le fonds du futur musée de Riom. Il a fondé la Société du musée de Riom le 26 avril 1860. En 1866, la ville de Riom ayant acheté l'ancien hôtel de Chabrol de Volvic, le musée de Riom ouvre. Il a pris son nom en 1885, en hommage à ce président de la Société du musée.
En 1883, il est nommé Chevalier de la Légion d'honneur.

## Œuvres et travaux historiques
Mais sa passion était d’abord pour l'histoire et la littérature, passion manifestée dès ses études à Paris où « son langage imagé, son esprit inépuisable, et ses reparties inouïes » lui permirent de fréquenter des intellectuels de premier plan comme Mérimée et Augustin Thierry. Casimir Delavigne et Eugène Scribe l'encouragèrent dans ses tentatives littéraires de jeunesse. Il écrivit une cinquantaine d’ouvrages. Son œuvre majeure est l'Histoire du Velay en 7 volumes (1852), issue entièrement de ses recherches personnelles et qui subjugua ses contemporains :  Abel-François Villemain, Augustin Thierry, Mérimée, lui reprochèrent de consacrer son énergie à l'étude d'une « petite province » alors qu'il avait le talent de mener à bien une œuvre d'intérêt plus général.
Son Histoire de la langue romane (1840) fut couronnée par l'Institut, Il est un des premiers à étudier les troubadours. Mérimée, Auguste Bernard et Amédée Thierry le poussaient à approfondir ce travail et lui avaient remis des notes rédigées par le jeune Émile Littré alors inconnu.

## Hommage
Une rue du Puy-en-Velay porte son nom.

## Publications
- Histoire du Velay en 5 tomes[2],[3],[4],[5],[6]
- Histoire poétique et littéraire de l'ancien Velay[7]
- Histoire de la langue romane[8]
- Histoire des guerres civiles, politiques et religieuses dans les montagnes du Velay pendant le seizième siècle[9]
- « Guerres civiles, politiques et religieuses dans le Velay », Annales de la Société d'agriculture, sciences, arts et commerce du Puy,‎ 1837 (lire en ligne)
- « Vanneau, Michel, Julien : sculpteurs du Velay », Annales de la Société d'agriculture, sciences, arts et commerce du Puy,‎ 1839 (lire en ligne)